# 울산공업고등학교
울산공업고등학교(蔚山工業高等學校)는 대한민국 울산광역시 남구 신정동에 위치한 공립 고등학교이다.

## 학교 연혁
- 1937년 3월 29일 : 울산공립농업학교(5년제 갑종) 설립인가
- 1937년 5월 1일 : 개교
- 1946년 9월 1일 : 울산공립농업중학교(6년제)로 개편
- 1950년 6월 1일 : 울산농업중학교(4년제)로 개편
- 1951년 9월 1일 : 울산농업고등학교(3년제)로 개편, 울산제일중학교 분리
- 1954년 10월 13일 : 울산농림고등학교로 교명변경
- 1962년 12월 6일 : 울산실업고등학교로 교명변경
- 1969년 11월 22일 : 울산농공고등학교로 교명변경
- 1972년 2월 28일 : 울산공업고등학교로 교명변경
- 2025년 2월 7일 : 제84회 졸업식 310명(졸업생 총수 37,628명)
- 2025년 3월 1일 : 제28대 이상현 교장 취임
- 2025년 3월 4일 : 제87회 입학식 (신입생 337명)

## 설치 학과
- 전기과
- 자동화기계과
- 전자통신과
- 토목과
- 건축과
- 건축디자인과
- 화공과
- 화공에너지과
- 스마트전기전자과
- 스마트건설과

## 참고 자료
- 울산공업고등학교 - 한국교육학술정보원 학교알리미